# Mount Moberly
Mount Moberly ist ein steilwandiger, verschneiter und 1535 m hoher Berg auf der Anvers-Insel im Palmer-Archipel vor der Westküste der Antarktischen Halbinsel. Er ragt aus einem Gebirgskamm auf, der sich vom Mount Français in südwestlicher Richtung erstreckt. Vom südlich benachbarten Mount William trennt ihn ein Bergsattel am Kopfende des Hooper-Gletschers.
Die Benennung geht auf den britischen Seefahrer und Entdecker John Biscoe im Jahr 1832 zurück. Namensgeber ist Kapitän (später Admiral) John Moberly (1789–1848) von der Royal Navy. Vermessungen des Bergs nahm der Falkland Islands Dependencies Survey in den Jahren 1944 und 1955 vor.